# Oscar Berg (politiker)
Carl Oscar Berg, född 30 oktober 1839 i Västtärna, Kumla socken, Västmanland, död 14 oktober 1903 i Stockholm, var en svensk grosshandlare, riksdagsman och nykterhetsivrare.

## Biografi
Oscar Berg var son till underlöjtnanten vid Västmanlands regemente Oskar Berg och Emelie Sandholm och gifte sig 1867 med författaren Lina Sandell (1832–1903).
Berg bedrev grosshandel i läderbranschen i Stockholm och var Rumäniens generalkonsul 1880–1891. År 1875 blev han medlem i Evangeliska Fosterlands-Stiftelsen. Han var ledamot av riksdagens första kammare för Kopparbergs län 1876–1884 och av andra kammaren för Stockholms stad 1888–1890 samt var ledamot av kyrkomötet 1883.
På 1870-talet inrättade han i den av honom inköpta judiska synagogan vid Tyska brunn i Stockholm ett sjömanskapell med läsrum och servering.
Berg var också ledamot av Svenska nykterhetssällskapet och chef för Skandinaviens storloge av Goodtemplarorden. Som nykterhetsivrare sägs han ha bedrivit ett formligt fälttåg mot alkoholmissbruket och drivit en absolutistisk linje. Han reste runt i landet och höll föreläsningar och skrev agitatoriska småskrifter. Han utgav från 1875 till sin död tidningen Arbetarens vän, som fick stor spridning, och 1877–1888 Barnens vän, som därefter fortsattes av hans hustru.
Bergs affärsföretag gjorde på 1890-talet konkurs och han dömdes till tre månaders fängelse för bristande bokföring. Han ägnade sina återstående år till att göra gäldenärerna skadeslösa.